# Liste afrikanischer Theologen
Dies ist eine Liste afrikanischer Theologen. Es besteht kein Anspruch auf Vollständigkeit.

## Afrikanische Theologen (alphabetisch)
- Peter Akinola, Primas von Nigeria
- Athanasius der Große, Ägypten
- Augustinus von Hippo, Algerien
- Christian Baëta, Ghana
- Canaan Banana, ehemaliger Präsident Simbabwes
- Cyprian von Karthago. Tunesien
- Sebastian Bakare, Simbabwe
- Nazaire Bitoto Abeng
- Allan Boesak, Südafrika
- David Bosch, Südafrika
- Henri Boulad, Ägypten
- Gerrit Brand, Südafrika
- Frank Chikane, Südafrika
- Johannes Du Plessis, Südafrika
- Jean-Marc Ela, Kamerun
- Farid Esack, Südafrika
- George Fihavango, tansanischer Pfarrer und Hochschullehrer
- John de Gruchy, Südafrika
- Ndubuisi Edeh, Nigeria
- Obiora Ike, Nigeria, Generalvikar der Diözese Enugu
- Lawford Imunde, Kenia
- Kyrill von Alexandria, Ägypten
- Wolfram Kistner, Südafrika
- Samuel Kobia, kenianischer Methodistenpfarrer, Generalsekretär des Ökumenischen Rates der Kirchen
- Laurenti Magesa, Tansania
- Tinyiko Maluleke, Südafrika
- John Mbiti, kenianischer Religionsphilosoph
- Gottfried Osei-Mensah
- Caesar Molebatsi, Südafrika, Präsident des CVJM-Weltbundes, Publizist
- Brasil Moor, Südafrika
- Stephano Msangi, tansanischer Bischof
- Fidon R. Mwombeki, Tansania, Generalsekretär der Vereinten Evangelischen Mission (VEM)
- Christiaan Frederick Beyers Naudé, Südafrika, Apartheid-Kritiker
- David Zac Niringiye, Uganda
- Ishmael Noko, Generalsekretär des Lutherischen Weltbundes
- Albert Nolan, Südafrika
- Setri Nyomi, Ghana, Generalsekretär der Weltgemeinschaft Reformierter Kirchen
- Mercy Amba Oduyoye
- John S. Pobee
- Mohammed Amile Smaili, Marokko
- Dirk Smith, Südafrika
- Taha Mahmud Taha, Sudan
- Jean-Samuel Toya, Tansania
- Gudina Tumsa, Äthiopien
- Desmond Tutu, Südafrika, anglikanischer Erzbischof
- Chibueze Udeani, Nigeria
- Kefelew Zelleke, Äthiopien

## Afrikanische Theologen (nach Herkunft)
- Ägypten
  - Athanasius der Große
  - Henri Boulad
  - Kyrill von Alexandria
- Algerien
  - Augustinus von Hippo
- Äthiopien
  - Gudina Tumsa
  - Kefelew Zelleke
- Ghana
  - Christian Baëta
  - Setri Nyomi, Generalsekretär der Weltgemeinschaft Reformierter Kirchen
- Kamerun
  - Jean-Marc Ela
- Kenia
  - John Mbiti, Religionsphilosoph
  - Lawford Imunde
  - Samuel Kobia, Methodistenpfarrer und Generalsekretär des Ökumenischen Rates der Kirchen
- Marokko
  - Mohammed Amile Smaili
- Nigeria
  - Ndubuisi Edeh
  - Obiora Ike, Generalvikar der Diözese Enugu
  - Chibueze Udeani
- Simbabwe
  - Canaan Banana, ehemaliger Präsident Simbabwes
  - Sebastian Bakare
  - Ishmael Noko, Generalsekretär des Lutherischen Weltbundes
- Sudan
  - Taha Mahmud Taha
- Südafrika
  - Allan Boesak
  - David Bosch
  - Gerrit Brand
  - Frank Chikane
  - Johannes Du Plessis
  - Farid Esack
  - John de Gruchy
  - Wolfram Kistner
  - Tinyiko Maluleke
  - Caesar Molebatsi, Präsident des CVJM-Weltbundes, Publizist
  - Brasil Moor
  - Christiaan Frederick Beyers Naudé, Apartheid-Kritiker
  - Albert Nolan
  - Dirkie Smit
  - Desmond Tutu, anglikanischer Erzbischof
- Tansania
  - George Fihavango, Pfarrer und Hochschullehrer
  - Josiah Kibira, Bischof
  - Laurenti Magesa
  - Stephano Msangi, Bischof
  - Fidon R. Mwombeki, Generalsekretär der Vereinten Evangelischen Mission (VEM)
  - Jean-Samuel Toya
- Tunesien
  - Cyprian von Karthago
- Uganda
  - David Zac Niringiye